# Thomas Pfiffner
Thomas Pfiffner (* 1965 in Basel) ist ein Schweizer Kulturmanager.

## Leben
1983 bis 1990 verfolgte Thomas Pfiffner sein Klavierstudium in Basel und Wien. Bereits während des Musikstudiums übernahm er Kulturmanagementaufgaben, u. a. bei der Serenata Basel (heute Kammerorchester Basel) und dem Klangforum Wien. 1991 bis 1999 war er Programmleiter des CD-Labels Pan Classics, 1992 bis 1996 darüber hinaus Geschäftsführer des Basler Musik Forums (Programmleitung: Heinz Holliger, Rudolf Kelterborn und Jürg Wyttenbach) sowie Recording Manager des Basler Sinfonie-Orchesters. 1996 bis 2005 prägte Thomas Pfiffner als Geschäftsleiter gemeinsam mit dem Chefdirigenten Howard Griffiths die Geschicke des Zürcher Kammerorchesters. Anschliessend wirkte er als Direktor und Intendant beim Musikkollegium Winterthur. Seit 2014 ist er Geschäftsleiter der Orpheum Stiftung zur Förderung junger Solisten.
Neben seiner hauptberuflichen Verpflichtung ist Thomas Pfiffner Veranstalter des Meisterzyklus Bern und – gemeinsam mit Fränzi Frick und Oliver Schnyder – für die Reihe «Piano District» und das Festival Lenzburgiade verantwortlich. Seit 2015 ist er Mitglied des Stiftungsrates der Eppur si muove Stiftung. Seit 2018 kuratiert er die Konzertreihe "Grosse Namen im kleinen Rahmen" der Villa Serdang. Ebenfalls seit 2018 ist er Projektleiter des Career Advancement Program der Günther Caspar Stiftung. 2022 entwickelte er den von Rudolf Buchbinder kuratierten, jährlich vergebenen Klavierpreis Prix Serdang.
Thomas Pfiffner war Gründungsmitglied des Vereins «Europäische Mozart-Wege» in Salzburg, Präsident der Pocket Opera Company und des Kulturmanagement Forums. 1997 bis 2016 war er Mitglied des Stiftungsrates der Fondation SUISA (ab 2009 Vize-Präsident, ab 2014 Präsident). Für die Automobil-Importfirma AMAG betreute er 2012 bis 2015 die Reihe «Audi Classical Experience». 2017 bis 2020 war er für  internationale Projekte der J.S. Bach Stiftung St. Gallen tätig. Als Referent war er regelmässig bei der Zürcher Hochschule der Künste und der Zürcher Hochschule für Angewandte Wissenschaften zu Gast.

## Beklege
1. ↑  Das Reservoir des Musikkollegiums nutzen – Direktor Thomas Pfiffner über seine erste Saison. In: Neue Zürcher Zeitung, abgerufen am 16. Juni 2014.
2. ↑  Musikkollegium Winterthur: Direktor Thomas Pfiffner tritt überraschend ab. Schweizerischer Musikerverband, 8. Dezember 2013, abgerufen am 16. Juni 2014.
3. ↑  Initianten, auf pianodistrict.ch, abgerufen am 17. Oktober 2023
4. ↑  Lenzburgiade, auf schloss-lenzburg.ch, abgerufen am 17. Oktober 2023
5. ↑  Facilitators, auf careeradvancement.ch, abgerufen am 17. Oktober 2023
6. ↑  Prix Serdang erstmals vergeben, auf prix-serdang.ch, abgerufen am 17. Oktober 2023
7. ↑  Prix Serdang | Exquisites Klavierspiel im intimen Rahmen, auf rondomagazin.de, abgerufen am 17. Oktober 2023

| Personendaten    | Personendaten           |
| ---------------- | ----------------------- |
| NAME             | Pfiffner, Thomas        |
| KURZBESCHREIBUNG | Schweizer Kulturmanager |
| GEBURTSDATUM     | 1965                    |
| GEBURTSORT       | Basel                   |